# Kick-'Em-Jenny
Kick-'Em-Jenny (inglés: "Patéalos, Jenny") es un volcán submarino activo, ubicado a 8 kilómetros de la costa norte de la isla de Granada, al oeste de las islas Ronde y Caille. Se encuentra en el Arco volcánico de las Antillas Menores, y ha entrado en erupción en numerosas oportunidades desde su descubrimiento en 1939.

## Etimología
Kick-'Em-Jenny fue conocido originalmente como Diamond Rock ("Escollo del Diamante") o Diamond Islet ("Islote del Diamante") en alusión a unas rocas emergidas cercanas.
Si bien no se conoce con exactitud la etimología del nombre actual, puede deberse a la violencia del oleaje en la zona. También se dice que puede tratarse de una corrupción de la alocución francesa cay que gêne ("cayo turbulento") o una referencia a una burra que solía patear a sus propietarios. Finalmente, existe una leyenda acerca de un guerrero y cazador local llamado Kin Ken que, a causa de la negativa de un cacique a entregarle su hija, de la cual Kin Ken estaba enamorado, la convenció de llevar a cabo un plan suicida y ambos se arrojaron al mar.

## Historia
Si bien la isla de Granada fue descubierta por Cristóbal Colón en 1498 durante su tercer viaje, no existe referencia alguna al volcán hasta su primera erupción documentada en 1939. El término Diamond Rock se aplicaba a los islotes en sí y también al canal entre la Isla Ronde y Granada.
A partir de la primera erupción moderna, los científicos comenzaron a estudiar a Kick-'Em-Jenny y el nombre actual se popularizó hasta volverse oficial.

## Características

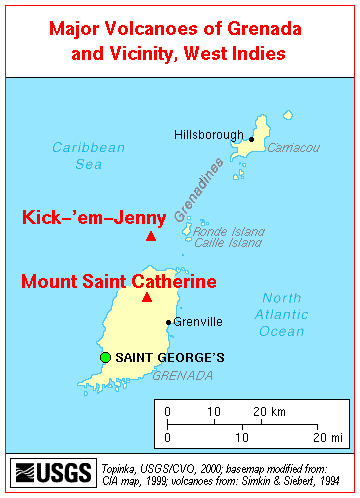
Mapa de Grenada mostrando sus dos volcanes

Kick-'Em-Jenny se eleva a 1300 metros por sobre el suelo marino, y su cumbre está actualmente a 160 metros de profundidad. Si bien anteriormente se creía que Kick-'Em-Jenny crecía más de 30 metros por década, el volcán no se está elevando en absoluto. El error se debió a que los buques que efectuaron los sondeos de profundidad fallaron en medir exactamente sobre la cima de la montaña, equivocándose por más de 160 metros. Cuando el problema fue subsanado, creyeron que el volcán había crecido. Esto no implica que, de verificarse actividad eruptiva sostenida, el volcán no pueda crecer y formar una nueva isla en décadas, siglos o miles de años.
Kick-'Em-Jenny presenta actualmente un cráter secundario ligeramente desplazado hacia el este con respecto al principal, al cual se conoce con el nombre de "Kick-'Em-Jack".
La temperatura de las aguas sobre el cráter no es mayor que la de áreas más alejadas. Sin embargo, dentro del cráter (260 metros por debajo de la superficie), se han medido temperaturas más elevadas. Una expedición llevada a cabo en marzo de 2003 descubrió escapes de gases dentro del cráter que fueron medidos y demostraron tener más de 150 °C. En 1989, un submarino de investigación tripulado sobrevoló la boca del cráter y fue violentamente arrastrado hacia arriba. El piloto declaró haber sufrido los efectos de una columna de agua caliente ascendente que llevó el vehículo a la superficie.

## Erupciones conocidas
A pesar de que Kick-'Em-Jenny aparenta haber estado activo desde hace miles de años, la primera erupción documentada y la más violenta jamás registrada se desató el 24 de julio de 1939, cuando arrojó una nube de gases y cenizas que se elevó a 275 metros sobre la superficie, acompañada de una columna de material sólido.
La erupción fue claramente visible desde la costa norte de Granada para numerosos testigos, entre ellos el historiador franciscano granadino R. P. Devas, quien escribió un informe de dos páginas que se encuentra actualmente archivado en la Unidad de Investigación Sísmica de la Universidad de las Indias Occidentales. El fenómeno duró más de 24 horas y generó una serie de tsunamis con olas de 2 metros de altura que golpearon la costa de Granada y el sur de las islas Granadinas. También alcanzaron la ruta costera occidental de Barbados, pero en ese momento no fueron reconocidas como tsunamis.
Desde entonces ha hecho erupción al menos doce veces. Las más importantes sucedieron en 1943, 1953, 1965, 1966, 1972, 1974, 1988 y 2001. Todas ellas fueron menores que la de 1939 y detectables solamente por medios sismográficos, excepto las de 1974 y 1988. Estas fueron las únicas que presentaron fenómenos visibles (aunque no tan notables como los de 1939): material volcánico eyectado al aire y ebullición de la superficie del mar.
Las erupciones de Kick-'Em-Jenny generan señales acústicas claramente discernibles para los sismógrafos y aún para el oído desnudo desde la costa, que han sido percibidas en el norte de Granada, en las Granadinas e incluso en islas tan lejanas como Martinica.
Algunas veces el volcán ha generado ligeros terremotos imperceptibles para el ser humano, y solamente detectables por sismógrafos ubicados muy cerca del cráter.

## Vigilancia y monitoreo
La vigilancia y el monitoreo de Kick-'Em-Jenny están a cargo de los sismólogos de la Unidad de Investigación Sismológica de la Universidad de las Indias Occidentales, con la colaboración de la United States Geological Survey. Estos organismos utilizan una variedad de instrumentos colocados en el volcán mismo y en las islas e islotes vecinos.
El sistema de monitoreo incluye sismógrafos para detectar terremotos, mareómetros  para observar perturbaciones en las aguas, hidrófonos para descubrir explosiones submarinas, inclinómetros y GPSs para verificar si existen deformaciones en la corteza terrestre que forma el fondo marino. Los instrumentos están colocados en la Sauteurs (al norte de Granada), en las Islas Sisters, en la Isla Ronde, en la Isla Caille y en la isla Carriacou. Todas las señales son retransmitidas a la base de Sauteurs para su análisis y luego a Trinidad.
La tarea más importante es la búsqueda de terremotos. Los generados por los volcanes ("terremotos volcánicos") se producen cuando el magma almacenado en la cámara del volcán asciende hacia la superficie quebrando las rocas que lo cubren y, consecuentemente, produciendo un temblor. Estos movimientos son fáciles de aislar e identificar, y, si son numerosos y relativamente fuertes, permiten predecir una erupción en el futuro próximo.
Así, el 4 de diciembre de 2001 se presentaron muchos pequeños terremotos volcánicos a lo largo del día, por lo que la Unidad de Investigación Sismológica aumentó el nivel de alerta. Por fin, a las 19:15 el volcán en efecto produjo una pequeña erupción.

## La próxima erupción
A pesar de no poderse determinar con certeza la fecha de la próxima erupción, sí es posible obtener predicciones relativamente precisas estudiando el comportamiento del volcán en el pasado.
Kick-'Em-Jenny hizo erupción 12 veces desde 1939, lo que arroja en promedio una erupción cada cinco años. El intervalo más largo entre dos erupciones en los últimos 60 años fue de 12 años, y la erupción más reciente tuvo lugar en 2001. Si el volcán sigue cumpliendo este ciclo, el próximo evento eruptivo podría tener lugar antes de 2019.

## Peligro de tsunamis
Se considera bastante improbable que el volcán produzca tsunamis mediante una erupción. Sin embargo, es factible que una gran explosión o un importante deslizamiento de terreno sí los genere.
Salvo la erupción de 1939, no ha podido demostrarse que Kick-'Em-Jenny haya producido ningún otro tsunami perceptible. Si bien es cierto que un tsunami de proporciones podría suponer un riesgo considerable para las islas y costas de la región, se consideran mucho más peligrosos los riesgos para la navegación directamente asociados a la actividad del volcán.

## Nivel de alerta
Dado que Kick-'Em-Jenny no registra actividad eruptiva, su nivel de alerta debería ser verde.
Sin embargo, se lo mantiene en nivel amarillo por los siguientes motivos:
1. No se lo puede observar en forma directa puesto que se trata de un volcán sumergido.
2. La siempre presente posibilidad de que el volcán eyecte grandes cantidades de gases que bajarían la densidad del agua que lo cubre y podrían echar a pique embarcaciones; y
3. La gran frecuencia con que hace erupción.

Por lo tanto, no se lo considera lo suficientemente seguro como para mantenerlo en el nivel más bajo y su nivel "normal" es de alerta amarilla.
En estas condiciones, se ha establecido una zona de exclusión de 1,5 km de diámetro alrededor del cráter en la cual la navegación está estrictamente prohibida. Si el nivel de alarma subiera a naranja o a rojo, como ocurrió en la erupción de 2001, el área de exclusión aumentaría automáticamente a 5 km.

## Leyenda
Se cuenta que en los tiempos prehispánicos al norte de Granada, había un poderoso emperador con espíritu guerrero este emperador tenía una hija llamada Jenny ella era la princesa, se enamoró de Kin Ken, un joven guerrero valeroso e inteligente. El emperador  veía con agrado el matrimonio de su hija y el joven guerrero. Cuando iban a celebrar su boda los ejércitos enemigos decidieron atacar.  El emperador reunió a sus guerreros y  confió a Kin Ken la misión de dirigirlos en los combates.
Kin Ken fue a la guerra y tras varios meses de combate logró vencer al enemigo. Antes de que el emperador se enterara de la victoria, unos guerreros envidiosos le mal informaron al emperador que Kin Ken había muerto en combate. Jenny escuchó esta falsa noticia y lloró amargamente, dejó de comer y cayó en un sueño profundo sin que nadie pudiera despertarla. Cuando Kin Ken regresó victorioso, supo lo que había sucedido, buscó a Jenny, la cargó en sus brazos, salió del palacio y se hundieron en el mar. Nadie volvió a verlos, después de varios días todas las personas de Venezuela se asombraron al ver  una erupción en el fondo del mar, se trataba de un volcán que lanzaba llamas hacia el cielo, cuando el emperador vio el volcán, dijo a su gente: Kick Ken y Jenny murieron de tristeza porque no podían vivir el uno sin el otro. El amor los ha transformado en volcanes y su corazón fiel arderá como una llama para siempre.[cita requerida]